# Црна листа (филм)
„Црна листа“ је југословенски ТВ филм из 1974. године. Режирао га је Сава Мрмак, а сценарио је писао Ернест Киној.

## Улоге
| Глумац             | Улога                            |
| ------------------ | -------------------------------- |
| Слободан Алигрудић | Господин Џо Ларч, глумац         |
| Васа Пантелић      | Господин Лоренц Престон, адвокат |
| Реља Башић         | Господин Џорџ Бајт               |
| Љуба Тадић         | Мајер Остервелт, градоначелник   |
| Рената Улмански    | Госпођа Ларч                     |
| Ксенија Јовановић  | Госпођица Лофтинг                |
| Павле Богатинчевић | Господин Кајл                    |
| Тони Лауренчић     | Престонов син                    |
| Предраг Тасовац    | Господин Хикман                  |
| Милена Дапчевић    | Госпођа Дејви                    |
| Светолик Никачевић | Господин Чарлс Монарчи           |

Остале улоге  ▼
| Глумац              | Улога                   |
| ------------------- | ----------------------- |
| Предраг Ејдус       | Џоов син                |
| Мелита Бихали       | Секретарица             |
| Славица Ђилас       |                         |
| Мила Гец            | Жена у продавници       |
| Војислав Мићовић    | Човек на рецепцији      |
| Радомир Поповић     | Тони (као Раде Поповић) |
| Слободан Стојановић |                         |